# کواسولو
کواسولو (به ایتالیایی: Quassolo) یک کومونه در ایتالیا است که در استان تورین واقع شده‌است.

## خصوصیات
کواسولو ۳٫۹ کیلومترمربع مساحت و ۳۷۲ نفر جمعیت دارد.